# Michele Tomasi
Michele Tomasi (* 9. července 1965 Bolzano) je italský římskokatolický duchovní a biskup Trevisa.

## Život
Narodil se 9. července 1965 v Bolzanu.
Po střední škole studoval ekonomii a sociální vědy na Univerzitě Bocconi. Roku 1992 vstoupil do kněžského semináře v Brixenu. Dne 28. června 1998 byl biskupem Wilhelmem Eggerem vysvěcen na kněze a inkardinován do bolzansko-brixenské diecéze. Sloužil ve farnosti Ducha svatého v Meranu. Byl také zodpovědný za pastoraci Italů v děkanátu Sterzing. Přednášel sociologii na akademii v Brixenu.
Roku 2010 byl ustanoven rektorem kněžského semináře v Brixenu a stal se zodpovědným za pastorační povolání v diecézi. Následující rok byl jmenován kanovníkem katedrály. V letech 2012–2016 zastával funkci generálního vikáře pro italsky mluvící obyvatelstvo a následně úřad biskupského vikáře pro klérus. Roku 2012 obdržel na Univerzitě Innsbruck doktorát ze sociální etiky.
Dne 6. července 2019 jej papež František jmenoval biskupem Trevisa. Biskupské svěcení přijal 14. září z rukou biskupa Ivo Musera a spolusvětiteli byli arcibiskup Lauro Tisi a arcibiskup Gianfranco Agostino Gardin. Úřadu se slavnostně ujal 6. října.